# State Dragomir
State Dragomir (n. 1870, Coștangalia, raionul Cimișlia, Republica Moldova – d. 1920) a fost un actor român. A jucat la Teatrul Național din Iași. A fost puternic influențat de arta interpretativă a lui Grigore Manolescu. Dotat cu o bogată cultură, Dragomir a militat pentru întărirea tradiției realiste în teatrul ieșean și pentru valorificarea literaturii dramatice realiste ruse de la Gogol la Ostrowski până la Tolstoi și Gorki.